# Frans Floris
Frans Floris starší nebo Frans Floris de Vriendt (17. dubna 1519 Antverpy – 1. října 1570 Antverpy) byl vlámský malíř, kreslíř, tiskař a návrhář tapisérií. Je znám především svými historickými malbami, alegorickými scénami a portréty. Hrál důležitou roli v severské renesanční malbě označované jako romanismus. Umělci obvykle cestovali do Itálie studovat díla předních italských vrcholně renesančních umělců, jako jsou Michelangelo, Raffael a jejich následovníci. Styl těchto mistrů tak ovlivnil i vlámské a nizozemské malířství.

## Život
Frans Floris se narodil v Antverpách. Byl potomkem prominentní rodiny umělců, která původně nesla jméno „de Vriendt“. Nejstarší známí předkové rodiny Floris de Vriendt, tehdy ještě jen „de Vriendt“ žili v Bruselu, kde se věnovali sochařství a kamenictví. Znalosti se předávaly z otce na syna. Jeden z Fransových předků se stal v roce 1406 mistrem bruselského cechu kameníků. Další člen rodiny, Jan Florisz. de Vriendt, opustil rodný Brusel a v polovině 15. století se usadil v Antverpách. Jeho patronymické jméno „Floris“ se stalo běžným příjmením v následujících generacích. Původní podobu „de Vriendt“ však lze v oficiálních dokumentech najít až do konce 16. století.

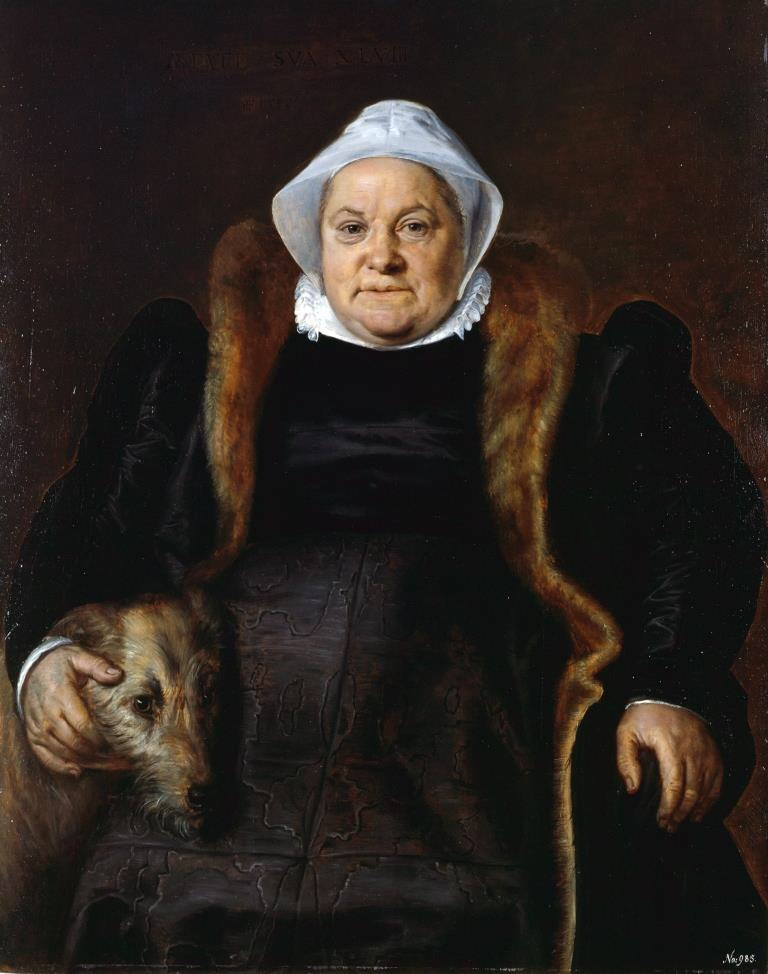
Portrét starší dámy

I Fransovi bratři byli významnými umělci. Nejslavnějším z nich byl Cornelis Floris de Vriendt, architekt, sochař a jeden z návrhářů antverpské radnice. Jacob Floris vytvářel vitráže z barevného skla a Jan Floris byl hrnčíř. Jan odcestoval do Španělska, kde pracoval jako umělec. Zemřel mladý. O životě Franse Florise se mnoho dokumentů nedochovalo. Většina toho, co víme o mládí a uměleckých studiích Franse Florise, je založena na biografii životopisce Karla van Mandera. Florisovi je věnováno celých deset stran, je to jedna z nejpodrobnějších biografií van Manderovy knihy Het Schilder-boeck publikované v roce 1604. Podle van Mandera byl Frans Floris synem kameníka Cornelise I. de Vriendta (zemřel 1538). Stejně jako jeho bratři, Frans začínal jako student sochařství, ale později se vzdal sochařství pro malbu. Odešel do Lutychu, kde studoval u významného malíře Lamberta Lombarda. Volba Lombarda jako učitele byla překvapivá, protože Antverpy byly kulturním centrem mnoha vynikajících malířů. Možná si Floris vybral Lombarda proto že jeho bratr Cornelis a Lombard byli dobrými přáteli, potkali se v Římě kolem roku 1538. Je také možné, že Frans se před studiem u Lombarda učil malovat v Antverpách. V letech 1539–1540 se Floris se stal mistrem v antverpském cechu svatého Lukáše.
Lombard doporučil Florisovi odcestovat do Itálie a tam pokračovat ve studiu. Floris odcestoval do Říma pravděpodobně v letech 1541 nebo 1542. Byl fascinován současným italským malířstvím, zejména pracemi Michelangela a Raffaela. Obdivoval klasické sochy a římské umění. Uschoval si zápisník se skicemi, podle kterých později jeho žáci vytvářeli lepty. Floris navštívil i další města v Itálii, včetně Mantovy a Janova.

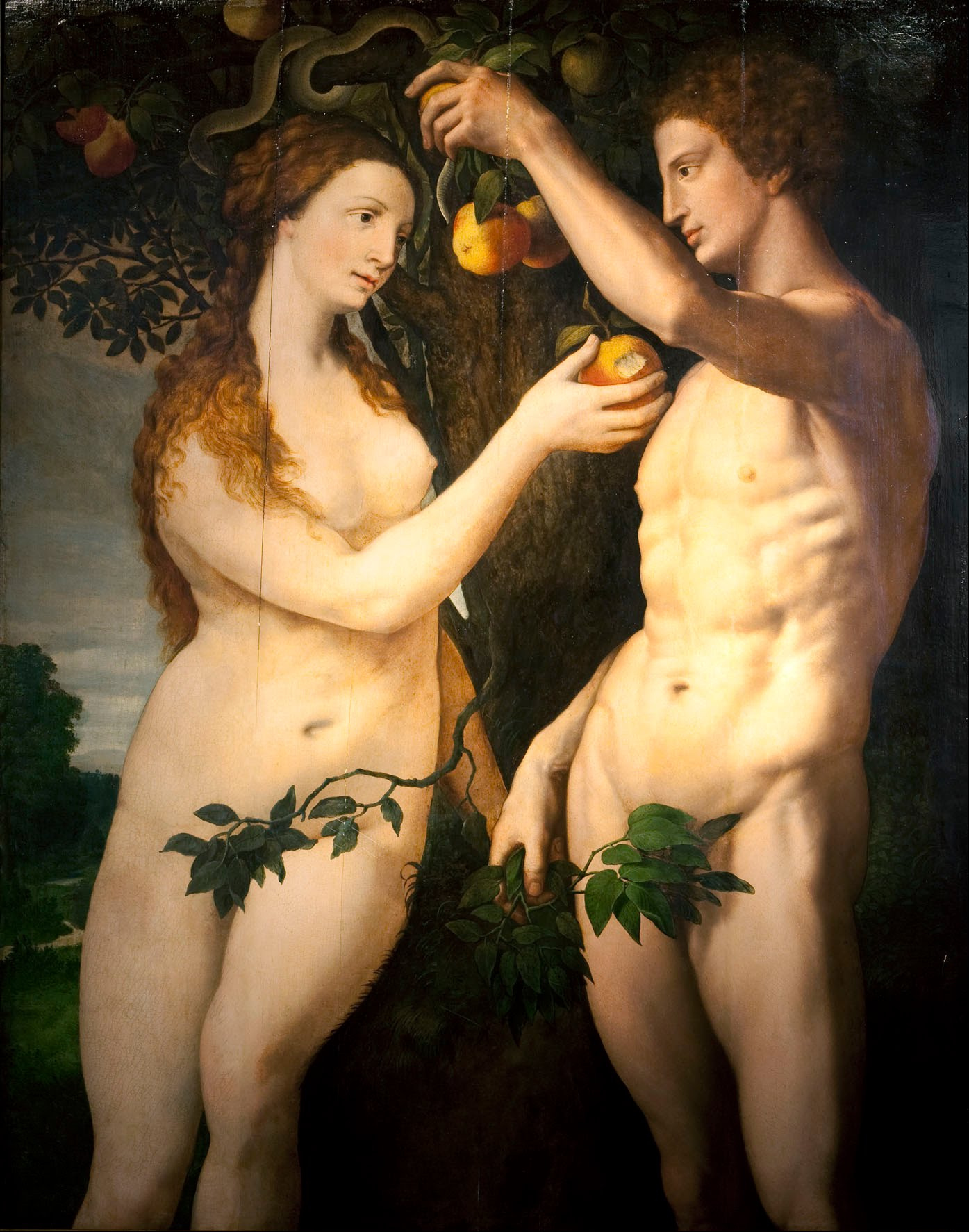
Pád člověka

Po svém návratu do Antverp kolem roku 1545 si Floris otevřel malířskou dílnu kde pracoval ve stylu italského umění. Stal se předním malířem historických obrazů a byl nazýván „vlámským Raffaelem“. Jeho zákazníky byli významné osobnosti, jako například bohatý antverpský bankéř Nicolaes Jonghelinck, pro jehož dům namaloval sérii deseti obrazů na téma Herkules a dalších sedm prací na téma „svobodné umění“. Namaloval také 14 velkých obrazů pro vévodu z Beaumontu. Místní šlechta, včetně rytířů Zlatého rouna, prince Oranžského a hrabat z Egmontu a Hornu (pozdější vůdci nizozemské vzpoury), navštěvovala Florise doma, přitahována jeho uměleckou pověstí i schopností mluvit s velkým rozhledem a jasným úsudkem o jakémkoli tématu. Pohyboval se v kruhu předních humanistů, jako byli Abraham Ortelius, Christophe Plantin, Lucas de Heere, Lambert Lombard, Dominicus Lampsonius a Hieronymus Cock. Tato skupina intelektuálů a umělců byla první, kdo vyvinul teorii o umění a o roli umělců v Nizozemsku. V roce 1549 byl Floris pověřen městskými úřady v Antverpách, aby navrhl dekorace pro slavnostní vstup (Joyeuse Entrée) španělského krále Karla V. a jeho syna infanta Filipa do Antverp.

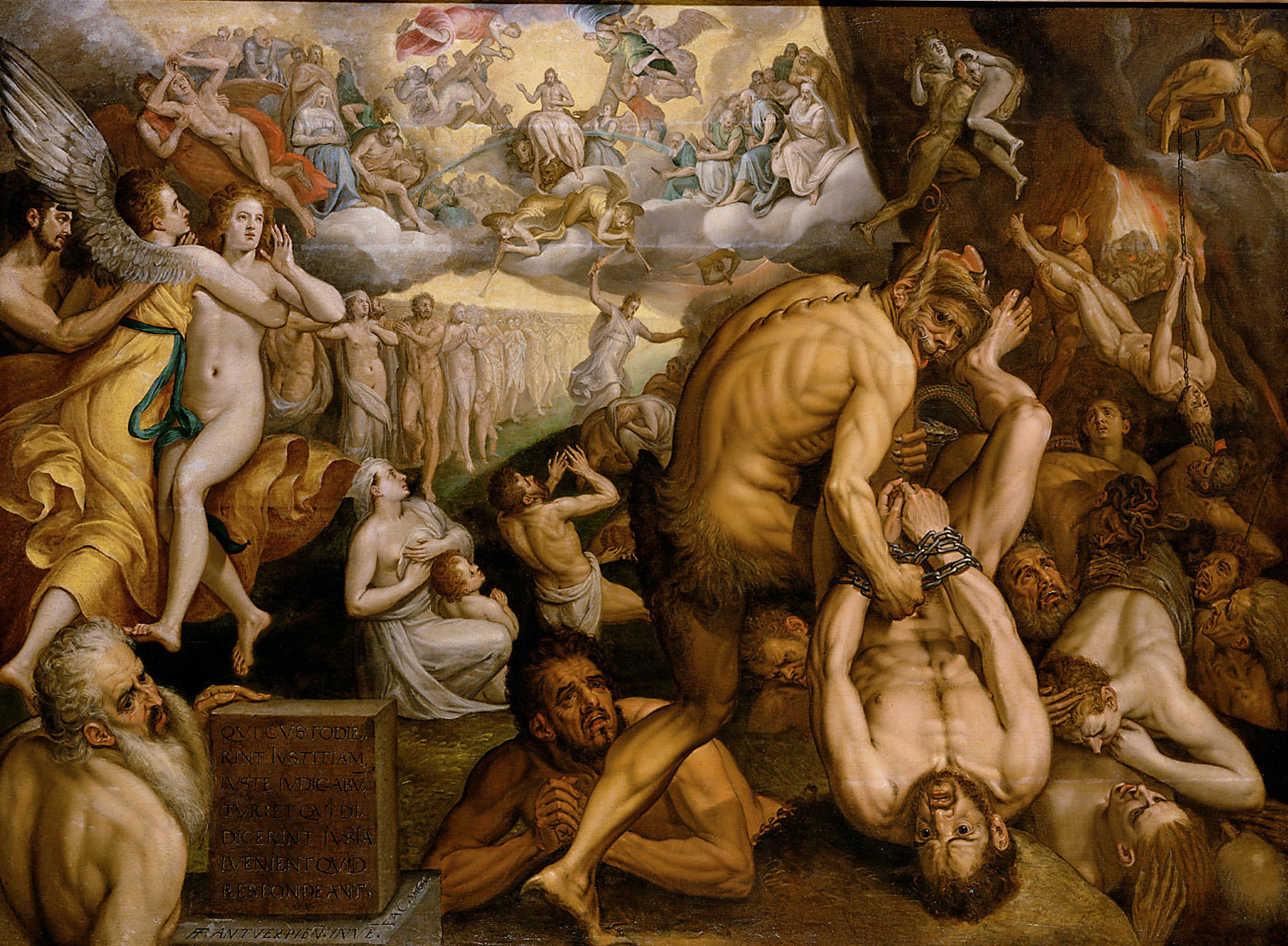
Poslední soud

Jeho bratr Cornelis mu navrhl palác v Antverpách s fasádou z modrého vápence a s luxusními dekoracemi, jako zlacené kožené obklady stěn v ložnici. Samotnou fasádu paláce si navrhl Frans. Design fasády jeho domu měl ilustrovat vysoké postavení umělců ve společnosti. Floris pokryl fasádu sedmi personifikacemi symbolizujícími kvality a dovednosti umělce: Accuracy (Přesnost), Practice (Praxe), Labor (Práce), Pracovitost (Diligence), Experience (Zkušenosti), Praise (Chvála), a Architektura (Architectura). Reliéf nad dveřmi domu zobrazoval vědy (sedm svobodných umění spolu s malířstvím a architekturou) jako hlavní složky lidské společnosti. Neznámý autor s monogramem TG kresbu fasády v roce 1576 vydal tiskem. Jozef Linnig nakresil fasádu domu v 19. století, ale v té době už většina výzdoby fasády zmizela. Floris vyjádřil podobné myšlenky jako obrazy na fasádě svého domu ve své kompozici Probuzení umění, v majetku Museo de Arte de Ponce v Portoriku.
V roce 1547 se Floris oženil s Clarou Boudewijns a pár měl jednu dceru a dva syny. Synové Frans a Baptist se učili malovat u svého otce a stali se také malíři. Baptist zemřel mladý, zatímco Frans se přestěhoval do Itálie, kde si vybudoval úspěšnou kariéru.
O Fransovi Florisovi bylo známo, že je velmi pracovitý, o čemž svědčí jeho heslo: „Als ick werck, dan leef ick.“ – „Když pracuji, žiji, když nepracuji, umírám.“ Van Mander píše, že Floris měl téměř vždy ve své dílně rozpracovanou velkou zakázku. Pracoval dlouho do noci a když začal usínat, žáci mu sundali boty a punčochy a než odešli, uložili ho do postele. Van Mander cituje Franse Mentona, který tvrdil, že Floris byl svými žáky milován, protože jim poskytoval více svobody než jiní antverpští umělci. Když se po jeho smrti uskutečnilo setkání jeho žáků, byli schopni sestavit seznam 120 jeho žáků.
Van Mander líčí, že na konci svého života se Floris velmi zadlužil a začal pít. Dluhy pravděpodobně souvisely s jeho vysokými životními náklady, stejně jako s dopadem „Beeldenstormu“, velkému ikonoklasmu, který začal v šedesátých letech 15. století a vrcholil v roce 1566. Během období obrazoborectví bylo katolické umění a mnoho dalších forem výzdoby a vybavení kostelů zničeno kalvínskými protestantskými davy jako součást protestantské reformace. Floris se pravděpodobně nikdy nezotavil z šoku, když viděl, jak jsou jeho díla ničena. Místo toho se ocitl v sestupné spirále v osobních i profesionálních problémů. Jeho nespokojenost byla tak velká, že dokonce odmítl obnovit svá vlastní díla poškozená během Beeldenstormu. Po roce 1566 prakticky přestal malovat a jeho místo vedoucího malíře v historii nizozemské „síni slávy“ zaujala mladší generace umělců, mezi nimiž se stal nejvýznamnějším Marten de Vos.
Van Mander dále říká, že při práci na velké zakázce pro španělského převora Floris onemocněl a zemřel 1. října 1570 v Antverpách. Jeho obrazy dokončili jeho asistenti Frans Pourbus starší a Chrispijn van den Broeck. Básně o něm napsali básníci a malíři Dominicus Lampsonius a Lucas de Heere, kteří byli podle Mandera Florisovými žáky.

## Žáci Franse Florise
Nizozemský institut dějin umění identifikuje následující žáky Fransa Florise: Joos de Beer (později učitel Abrahama Bloemaerta), George Boba, Hendrick van den Broeck, Marten van Cleve, Ambrosius Francken, Frans Francken I, Frans Menton a Isaac Claesz van Swanenburg. Van Mander uvádí 26 Florisových žáků, ale Floris mohl mít až 120 asistentů. Seznam Van Mandera zahrnuje Chrispijn van den Broeck, Joris van Ghent (který pracoval pro španělského krále Filipa II.), Marten van Cleve a jeho bratr Hendrick van Cleve, Lucas de Heere, Anthonie Blocklandt van Montfoort, Thomas van Zirickzee, Simon van Amsterdam, Isaac Claesz van Swanenburg, Frans Menton, George Boba, tři bratři Franckenové Hieronymus, Frans a Ambrosius, Joos de Beer, Hans de Maier van Herentals, Apert Francen van Delft, Lois van Brussel, Thomas van Coelen, Hans Daelmans van Antwerpen, Evert van Amersfoort, Herman van der Mast, Damiaen van der Goude, Jeroen van Vissenaken, Steven Croonenborgh a Dirck Verlaen van Haerlem.
Dlouhý seznam žáků a asistentů ukazuje, že Frans Floris po svém návratu do Antverp převzal způsob práce v ateliéru jak se jej naučil v Itálii. Spoléhal na velké množství asistentů, kteří pocházeli z celého jižního a severního Nizozemska a dokonce i Německa. Floris vynalezl a vyvinul použití studijních modelů, které představovaly hlavy lidí v životní velikosti a které na panel namaloval olejem. Ty pak předal svým asistentům buď pro přesnou malbu nebo k volnějším úpravám. Role jeho asistentů není vždy jasná a může sahat od malby po jeho náčrtech hlav až po domalby krajinného pozadí. Asistenti rovněž kopírovali jeho kompozice, ať už v malbě či rytině.

## Dílo

### Velké kompozice
Poměrně málo z jeho prací přežilo, pravděpodobně proto, že mnoho z nich bylo zničeno během obrazoborectví v Antverpách ve druhé polovině 16. století. Nejstarší existující plátno od Florise je Mars a Venuše přistižení Vulkánem v Gemäldegalerie v Berlíně (1547).
Frans Floris je známý především svými oltářními obrazy, kompozicemi s mytologickými a alegorickými tématy a v menší míře také portréty. Hrál důležitou roli při zavádění stylu mytologických a alegorických témat do Flander. Byl jedním z prvních nizozemských umělců, kteří odcestovali do Itálie aby tam studovali nejnovější vývoj v umění a klasické římské památky. Florise nejvíce ovlivnili Michelangelo a jeho odvážné akty a Raffaelův reliéfní styl. Přesto neopustil tradiční nizozemskou techniku olejové barvy, která mu umožnila spojit popisný styl s jeho radikálně novým vizuálním jazykem, ve kterém byly ozdoby redukovány na minimum a akt hrál významnou roli.
Florisovy rané práce vytvořené kolem roku 1545 nejjasněji dokazují vliv jeho italského pobytu. Lze u něho najít podobnosti s prací renesančních umělců, jako byl Lambert Lombard a Pieter Coecke van Aelst. Později se jeho styl stal mnohem monumentálnější, jeho kompozice prokazují více dovedností v uspořádání postav. Po roce 1560 se jeho práce stala více manýristickou a sochařské zpracování postav ustoupilo malířskému přístupu. Jeho paleta se z mnohobarevnosti změnila, používal jedné barvy ve více tónech. Později mohl být ovlivněn malířskou školou Fontainebleau. Jeho postavy se staly elegantnější a díla rafinovanější.
Stejně jako jeho bratr Cornelis dokázal prostřednictvím antverpských vydavatelů ovlivnit současnou architekturu i za hranicemi Flander. Jeho práce si našla cestu do ciziny prostřednictvím rytin předních antverpských rytců. Hlavními rytci Florisových děl byli Hieronymus Cock, Philip Galle a Cornelis Cort, ale i jiní jako Johannes Wierix, Balthazar van den Bos, Pieter van der Heyden, Frans Huys, Dirck Volckertsz. Coornhert a Jan Sadeler. Originální návrhy pro sérii tisků vytvořil i sám Floris.

### Portréty

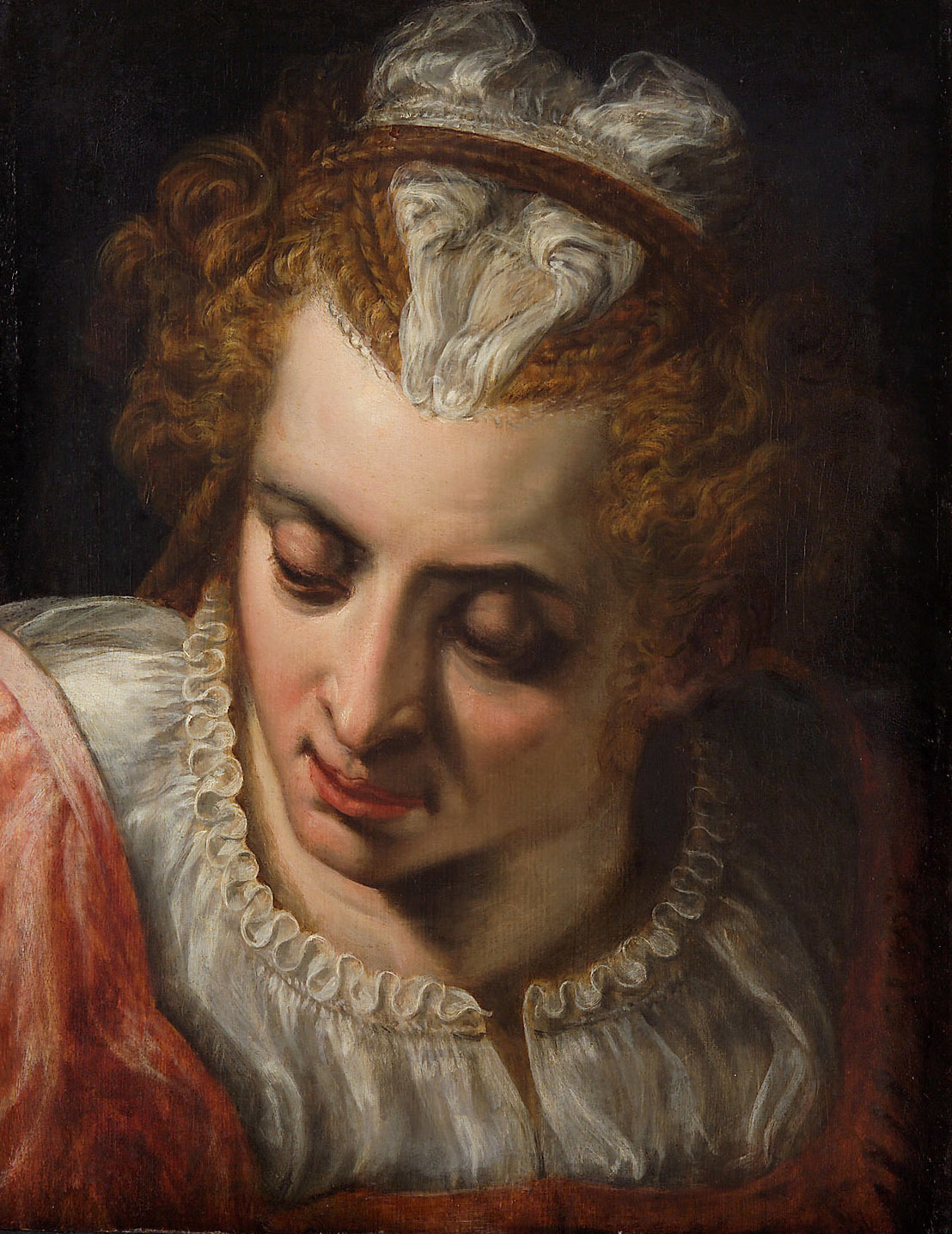
Studie hlavy ženy

Floris byl i velmi zručným portrétistou, ale možná kvůli nízkému hodnocení portrétů v hierarchii obrazových žánrů namaloval jich jen několik, možná pouze 12. Stále je považován za inovátora žánru, protože představil novou úroveň expresivity a zdůraznění psychologie postav. Koncem 40. let 15. století byl Floris průkopníkem dvou typů obrazů: expresivních portrétů jednotlivých sedících postav a studií hlav. Do roku 1562 se Florisovy charakteristické studie hlavy staly formou svědčící o jeho tvůrčí genialitě a postupech, které si dovezl z Itálie. Zatímco některé studie hlav byly vytvořeny pro jeho vlastní potřebu a pro potřebu jeho žáků a asistentů, jiné byly zjevně zamýšleny jako samostatná umělecká díla. Rychlý, expresivní rukopis těchto obrazů naznačuje, že namaloval některé hlavy jako kreativní studie, a tak určitým způsobem předjímal tronie umělců ze 17. století. Tyto studie se staly sběratelskými unikáty pro místní milovníky umění. Svědčí to o sebevědomé umělecké kultuře v Antverpách, kde byly obrazy ceněny spíše pro jejich autora než pro svou uměleckou hodnotu.

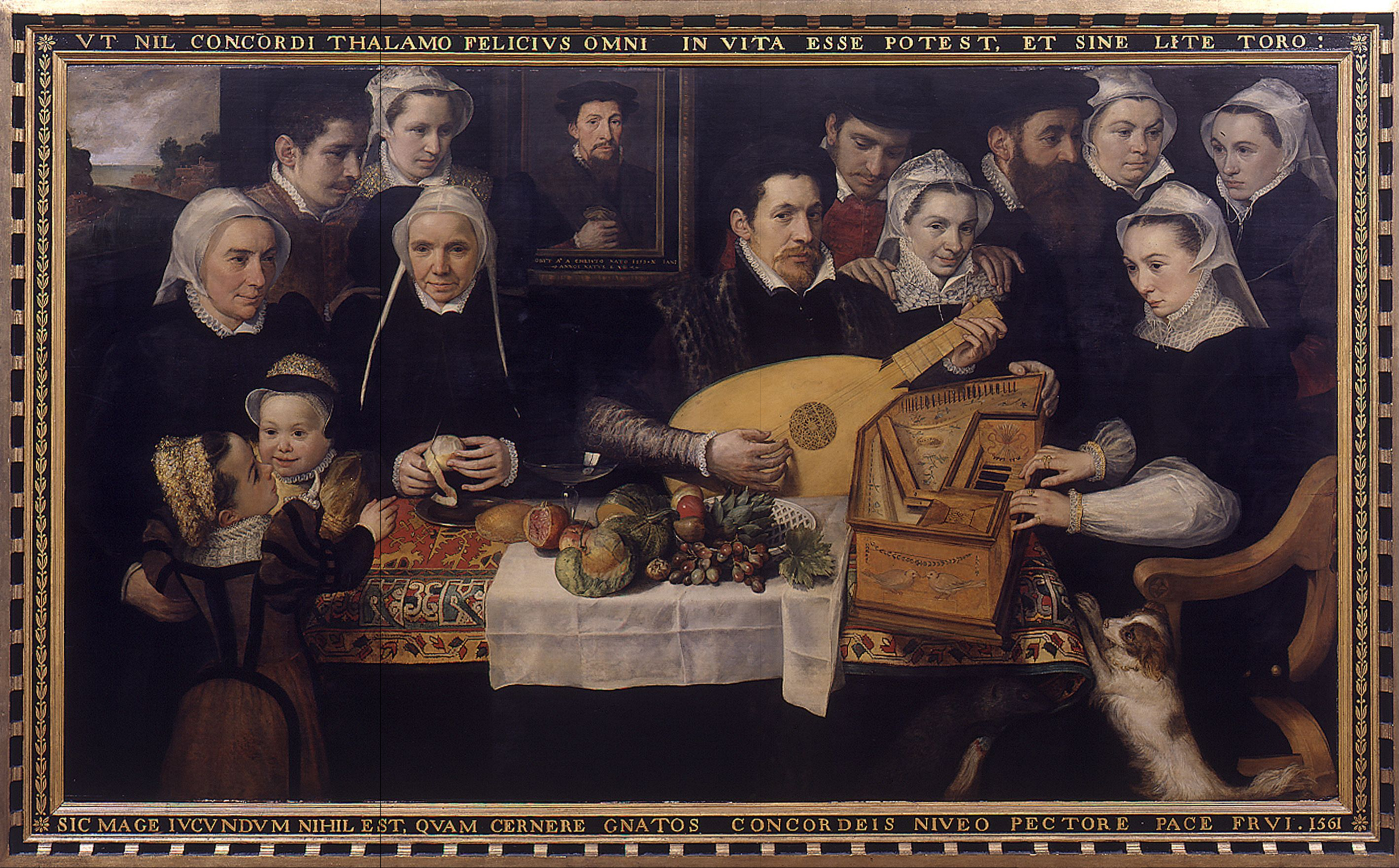
Rodinný portrét

Frans Floris vytvořil i autoportrét, jehož originál byl ztracen a který je známý pouze jako kopie v Kunsthistorisches Museum. Autoportréty použil i v některých svých náboženských obrazech, jako je kompozice Rijckart Aertsz jako Svatý Lukáš, kde sám sebe zobrazil jako drtiče pigmentů, a do kompozice Alegorie Sv. Trojice v Louvre, kde pod Kristovou nataženou pravou rukou namaloval sebe – portrét se zdá být mimo kompozici ostatních postav. Vložení svého portrétu do této kompozice naznačuje, že obraz měl pro umělce velmi osobní význam. Je doloženo, že poté, co obrazoborectví, tedy likvidace děl vlámských umělců začalo, začleňovali umělci své portréty do náboženských kompozic, aby ukázali svůj osobní postoj ke konkrétnímu poselství, které se svými obrazy snažili sdělit.
Floris namaloval také několik rodinných portrétů. Příkladem je Rodinný portrét datovaný rokem 1561. Dlouho se věřilo, že zobrazuje prominentní rodinu Berchemů. Nyní (2020) to však už není přijímáno jednomyslně. Obraz má dva nápisy, jeden na samotném obraze a druhý na původním rámu. První nápis je na portrétu visícím na zdi za postavami. Uvádí, že muž zobrazený na portrétu zemřel 10. ledna 1559 ve věku 58 let. Druhým je latinský text napsaný v horní a dolní části rámu obrazu. Překládá se takto: „Jelikož v životě nemůže být nic šťastnějšího než manželství v souzvuku a postel bez sváru, není nic příjemnějšího, než vidět, jak si jeho potomci v souzvuku užívají míru s neposkvrněnou myslí, 1561“. Nápis vyjadřoval memento zesnulého otce a pocity sounáležitosti jeho potomků. Floris zobrazuje všechny členy rodiny, kteří se účastní hudebního koncertu, což zdůrazňuje pojmem „concordia“, tj. harmonie uvnitř rodiny.

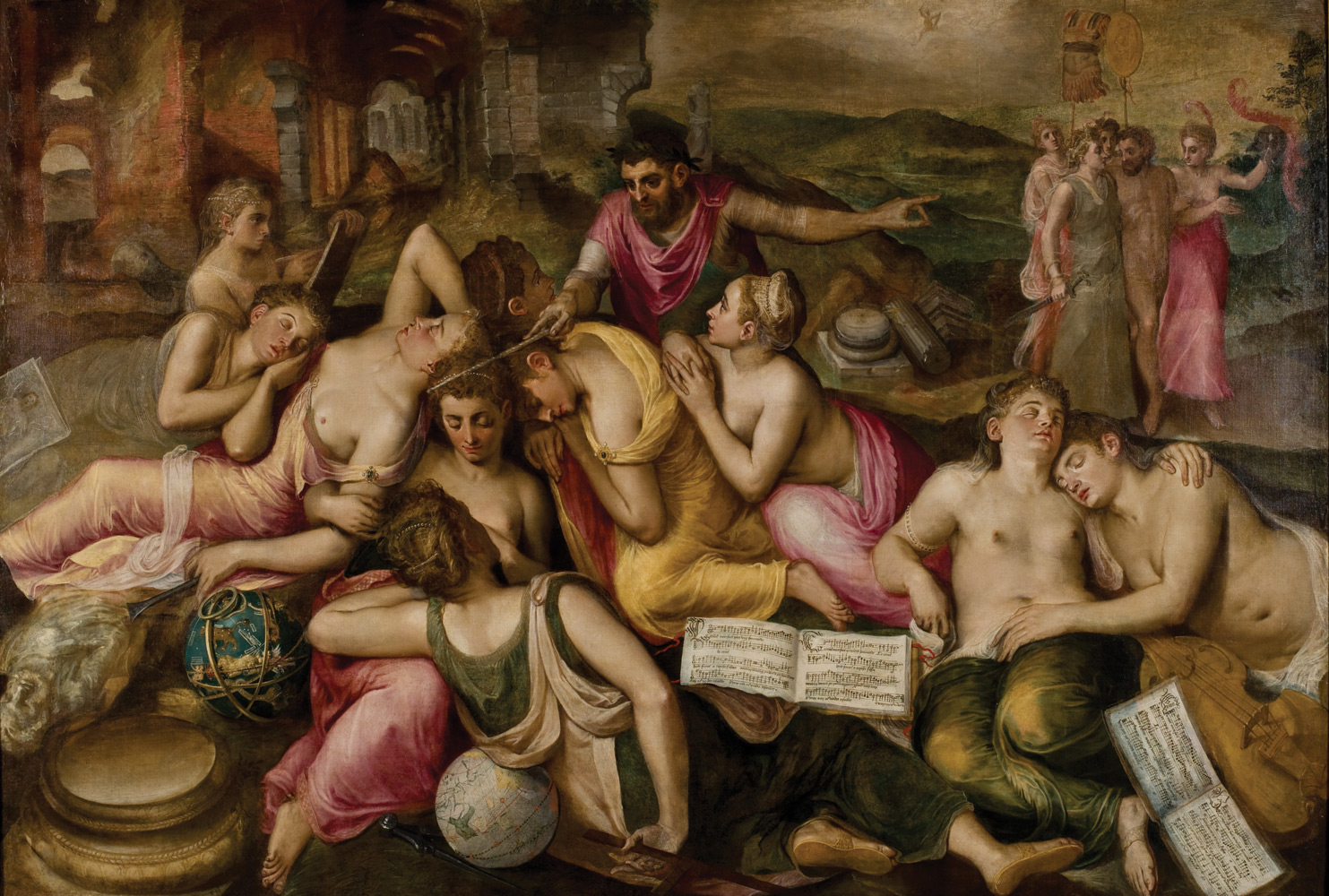
Probuzené umění
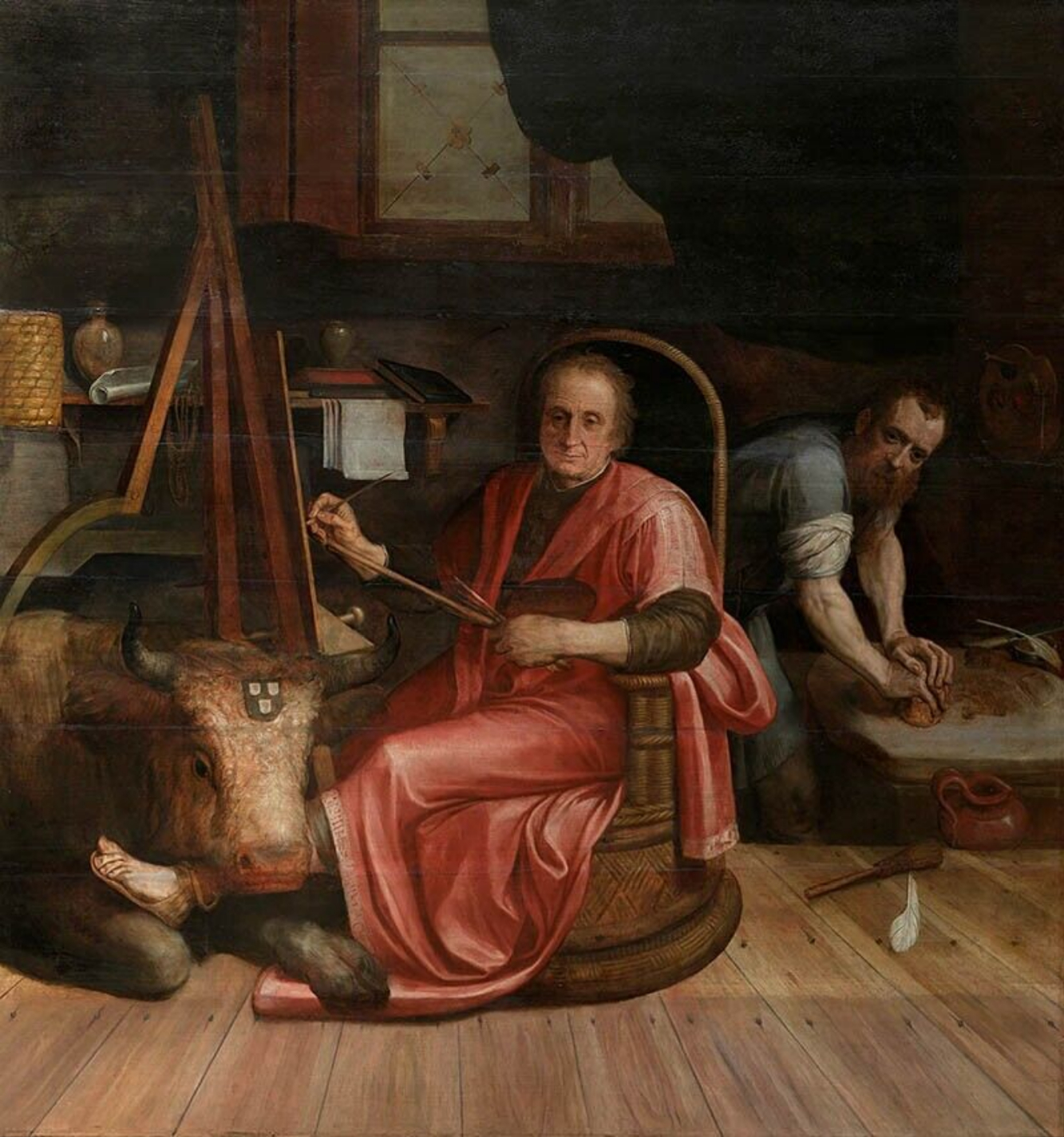
Rijckart Aertsz jako Svatý Lukáš malující Pannu, 214×197 cm, Královská akademie výtvarných umění v Antverpách
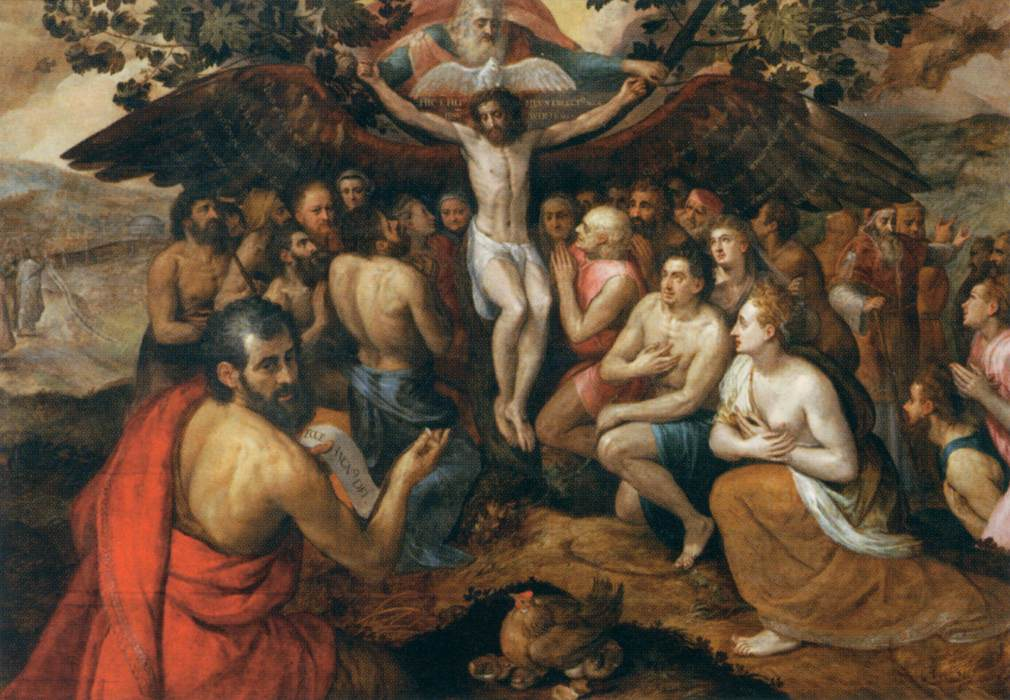
Oběť Ježíše Krista, Syna Božího, shromažďujícího a chránícího lidstvo, 165×230 cm, Louvre, Paříž
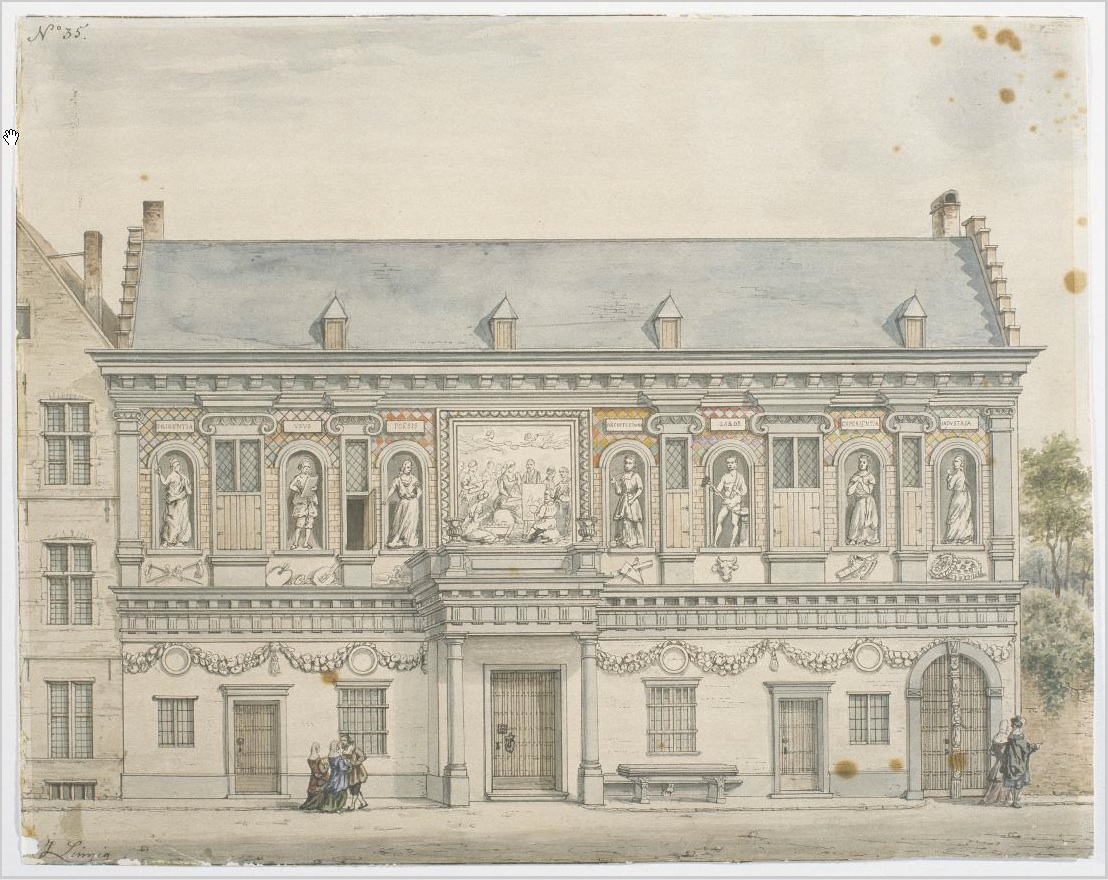
Dům Franse Florise, autor Jozef Linnig, 19. století, Plantin-Moretus Museum, Antverpy